# Dingo et Max 2
Série
Dingo et Max
(1995)
Pour plus de détails, voir Fiche technique et Distribution.
Dingo et Max 2 : Les Sportifs de l'extrême ou Extrêmement Dingo au Québec (An Extremely Goofy Movie), est le 64e long-métrage dessin d'animation des studios Disney. Sorti directement en vidéo en 2000, il est la suite de Dingo et Max (1995).

## Synopsis
Lorsque Max part à l'université, une nouvelle vie s'offre à lui : liberté, petites copines et sports extrêmes ! Mais son père Dingo, après s'être fait licencier, doit retrouver un travail et le fait de n'avoir aucun diplôme universitaire le conduit à rejoindre son fils à l'université. Pour Max, le cauchemar commence.

## Fiche technique
- Titre original : An Extremely Goofy Movie
- Titre français : Dingo et Max 2 : Les Sportifs de l'extrême
- Titre québécois : Extrêmement Dingo
- Réalisation : Ian Harrowell et Douglas McCarthy
- Scénario : Scott Gorden et Hillary Carlip
- Société de production : Walt Disney Télévision Animation
- Société de distribution : Buena Vista Home Entertainment
- Langue : anglais
- Durée : 76 minutes
- Dates de sortie :
  - États-Unis : 29 février 2000
  - France : 2 août 2000

## Distribution

### Voix originales
- Bill Farmer : Goofy (Dingo)
- Jason Marsden : Max Goof
- Jeff Bennett : Bradley Uppercrust III/Unemployment Lady/Chuck the Sportscaster
- Jim Cummings : Pete (Pat Hibulaire)
- Brad Garrett : Tank
- Vicki Lewis : Fille scout dans le Café
- Bebe Neuwirth : Sylvia Marpole, responsable de la bibliothèque du Head College
- Rob Paulsen : P.J.
- Pauly Shore : Bobby Zimuruski (Bobby Zimurinski)

### Voix françaises
- Gerard Rinaldi : Dingo
- Christophe Lemoine : Max
- Stéphane Ronchewski : Bradley Du Gratin
- Françoise Cadol : Sylvia Marpole, la bibliothécaire
- Alexis Tomassian : PJ
- Cédric Dumond : Bobby Zimurinski
- Alain Dorval : Pat
- Stephan Mercier : Tank
- Marianne Leroux : la fille au béret
- Michel Vigné : Chuck, le reporter sportif
- Danièle Hazan : la conseillère d'orientation professionnelle
- Jean-Claude Donda : le professeur d'arithmétique
- Arthur Pestel : Max enfant

Voix additionnelles : Lionel Tavera, Chantal Macé, Amélie Morin, Christina Crevillen, Yann Pichon et Xavier Béja

## Chansons du film
- « Future's so bright gotta wear shades » (Pat MacDonald)
- « Don't give up » (Steve Bartek)
- « Nowhere to run » (Brian Holland, Lamont Dozier et Eddie Holland)
- « Pressure drop » (Frederick Hibbert)
- « Shake your groove thing » (Frederick J. Perrin et Dino Fekaris)
- « You make me feel like dancing » (Leo Sayer et Vincent Poncia)
- « Come on get happy » (Wes Farell et Danny Jansen)
- « Knock on wood » (Eddie Floyd et Stephen Lee Cropper)
- « Right back where we started from » (Pierre Tubbs et Vincent J.Edwards)

## Sorties Vidéo
- 29 février 2000 : VHS et DVD (Québec) avec recadrage 4/3 (1,33:1)
- 2 août 2000 : VHS et DVD (France)

## Titre en différentes langues
- États-Unis : An Extremely Goofy Movie
- France : Dingo et Max 2 : Les Sportifs de l'extrême